# Baron Clifford

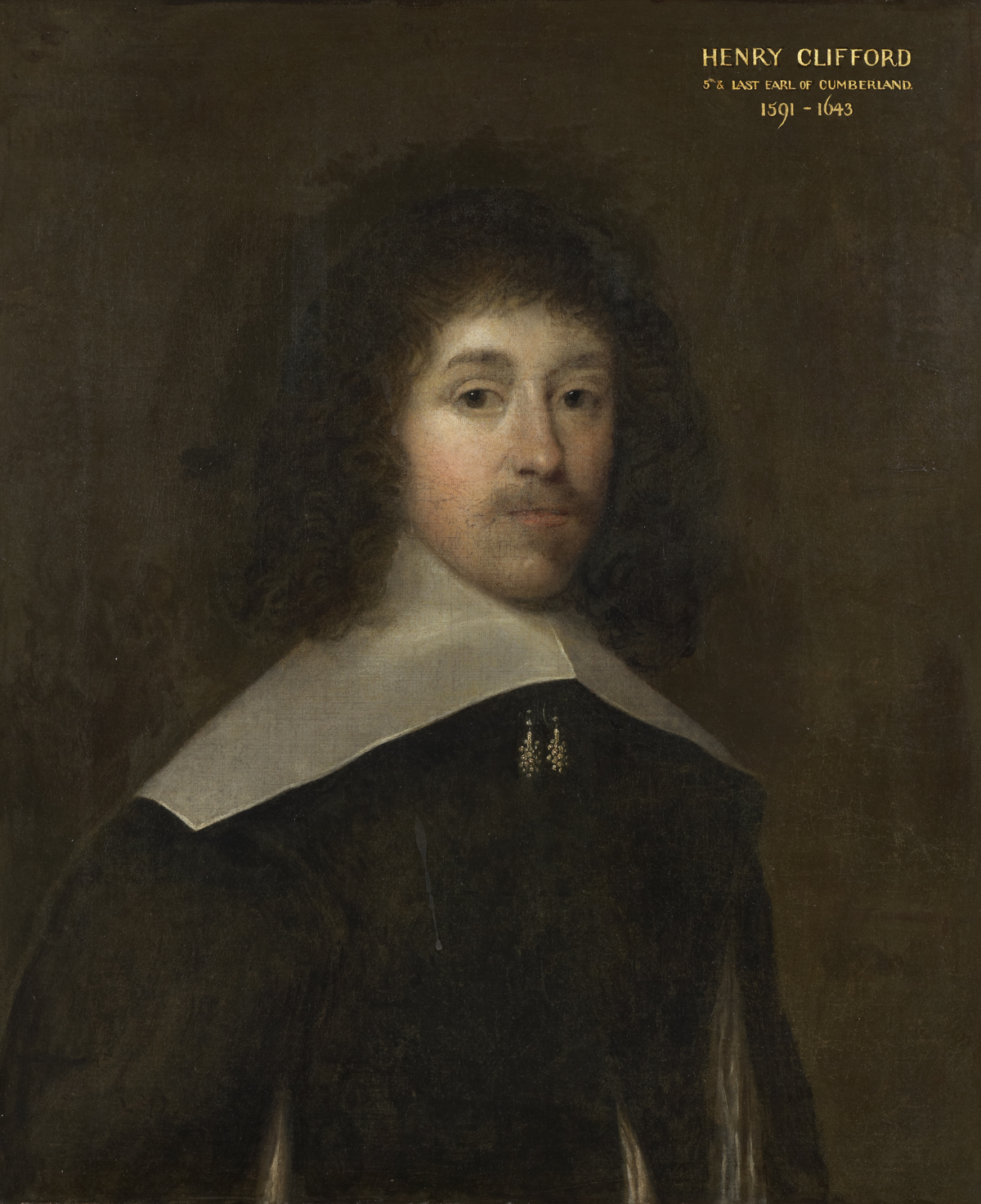
Henry Clifford, 5. Earl of Cumberland, 1. Baron Clifford

Baron Clifford war ein erblicher britischer Adelstitel in der Peerage of England.

## Verleihung und Geschichte des Titels
Der Titel wurde am 17. Februar 1628 für Henry Clifford geschaffen, indem dieser durch Writ of Summons ins House of Lords berufen wurde. 1641 erbte er von seinem Vater auch den Titel 5. Earl of Cumberland. Als er 1643 selbst starb, hatte er keine männlichen Nachkommen und das Earldom erlosch. Die Baronie war als Barony by writ auch in weiblicher Linie vererbbar und fiel an seine Tochter Elizabeth, die mit Richard Boyle († 1698), dem 2. Earl of Cork, verheiratet war. Dieser wurde 1644 zum Baron Clifford of Lanesborough und 1664 zum Earl of Burlington erhoben. Ihr gemeinsamer Sohn Charles Boyle erbte 1663 durch Writ of acceleration vorzeitig den nachgeordneten Titel seines Vaters, Viscount Dungarvan in der Peerage of Irland, sowie 1689 ebenso den Titel Baron Clifford of Lanesborough in der Peerage of England und erbte beim Tod seiner Mutter auch deren Titel Baron Clifford, starb aber vor seinem Vater, sodass erst sein Sohn, Charles Boyle, die Baronie Clifford mit den Earldoms Cork und Burlington vereinte. Beim Tod von dessen Sohn Richard Boyle, 3. Earl of Burlington 1753, der keine Söhne hatte, fiel die Baronie Clifford an dessen Tochter Charlotte als 6. Baroness. Das Earldom Burlington und die Baronie Clifford of Lanesborough erloschen, das Earldom Cork und die übrigen Titel fielen an seinen Cousin dritten Grades, John Boyle, 5. Earl of Orrery. Charlotte war mit William Cavendish († 1764), dem 4. Duke of Devonshire verheiratet. Ihr Sohn vereinte die Baronie mit dem Dukedom. Beim kinderlosen Tod von dessen Sohn, dem 6. Duke, am 18. Januar 1858, fiel die Baronie in Schwebe (Abeyance). Dieser Zustand besteht bis heute fort.

## Liste der Barone Clifford (1628)
- Henry Clifford, 5. Earl of Cumberland, 1. Baron Clifford (1591–1643)
- Elizabeth Boyle, Countess of Burlington, 2. Baroness Clifford (1613–1691)
- Charles Boyle, 3. Viscount Dungarvan, 3. Baron Clifford (1639–1694)
- Charles Boyle, 2. Earl of Burlington, 3. Earl of Cork, 4. Baron Clifford (1660–1704)
- Richard Boyle, 3. Earl of Burlington, 4. Earl of Cork, 5. Baron Clifford (1694–1753)
- Charlotte Cavendish, Marchioness of Hartington, 6. Baroness Clifford (1731–1754)
- William Cavendish, 5. Duke of Devonshire, 7. Baron Clifford (1748–1811)
- William Cavendish, 6. Duke of Devonshire, 8. Baron Clifford (1790–1858) (Titel abeyant 1858)